# Jubiläums-Erinnerungsmedaille 1898
Die Jubiläums-Erinnerungsmedaille wurde am 18. August 1898 durch Kaiser Franz Joseph I. aus Anlass der 50. Wiederkehr seiner Thronbesteigung am 2. Dezember 1848 gestiftet. Sie gelangte in drei Varianten zur Ausgabe:
- als Jubiläums-Erinnerungsmedaille für die bewaffnete Macht und die Gendarmerie (Sonderausführung in Gold)
- als Jubiläums-Erinnerungsmedaille für die bewaffnete Macht und die Gendarmerie (allgemeine Ausführung in Bronze)
- als Jubiläums-Erinnerungsmedaille für Zivilstaatsbedienstete (nur in Bronze)

Die Form des Ordenszeichens und die Dimensionen des Ordensbandes waren bei allen drei Varianten identisch, doch wurde die Medaille für die bewaffnete Macht und die Gendarmerie an einem anderen Ordensband als die für Zivilbeamte getragen, außerdem galten unterschiedliche Verleihungskriterien.

## Anspruchsberechtigung

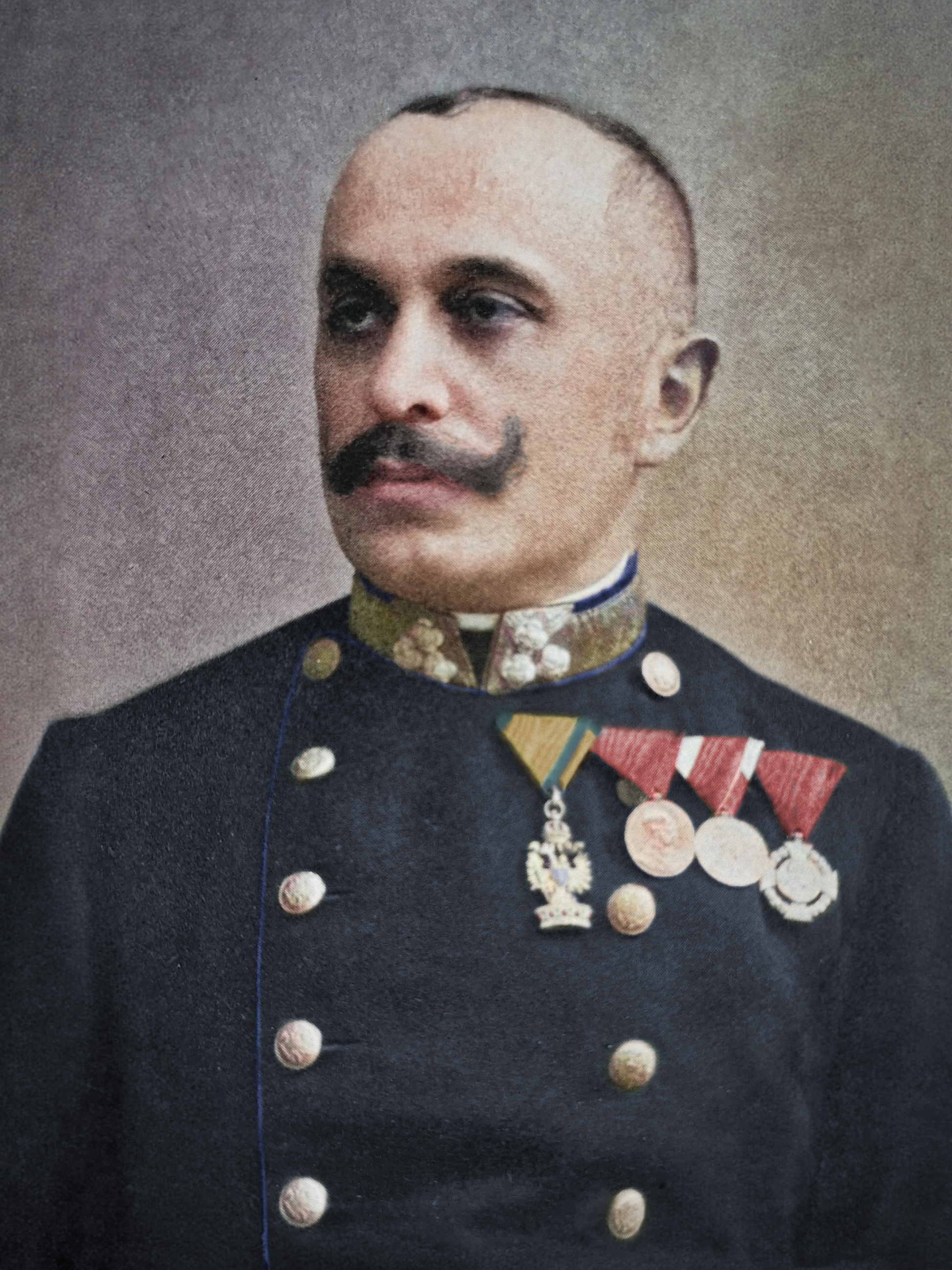
Demeter von Tuschinski, als Staatsanwalt und Reserveoffizier mit ziviler und militärischer Version.

Es konnten mehrere Versionen gleichzeitig verliehen werden, beispielsweise, wenn ein Träger beispielsweise zugleich zivil-Staatsbeamter als auch Reserveoffizier war.

### Militärische Versionen
Die Jubiläums-Erinnerungsmedaille für die bewaffnete Macht und die Gendarmerie wurde in zwei Varianten verliehen:
- Die allgemeine Ausführung der Medaille aus Bronze wurde nahezu allen aktiven, nichtaktiven und ehemaligen Angehörigen der k.u.k. Armee, der k.u.k. Kriegsmarine, der Landwehren und Grenztruppen und der Gendarmerie verliehen. Auch Frauen, die in den militärischen Bildungsanstalten und den Militärschulen definitiv angestellt waren, hatten Anspruch auf diese Dekoration.
- Die vergleichsweise selten verliehene Sonderausführung der Medaille in Gold wurde allen Militärpersonen zuerkannt, die mit Datum vom 2. Dezember 1898 auf eine 50 oder mehr Jahre währende aktive Dienstzeit zurückblicken konnten.

### Zivile Version
Die Verleihungskriterien für die bronzene Medaille für Zivilstaatsbedienstete entsprachen sinngemäß denen für die bronzene Medaille für die bewaffnete Macht und die Gendarmerie.

## Ordenszeichen
Die Jubiläums-Erinnerungsmedaille hat einen Durchmesser zwischen 34 und 35 mm und zeigt auf der Vorderseite als Relief die halblinks gewandte Büste Kaiser Franz Josephs I. (Kopf im Profil). Der Kaiser trägt die Uniform eines Feldmarschalls mit dem Orden vom Goldenen Vlies, dem Großkreuz des Militär-Maria Theresien-Ordens mit Schulterband und Stern, die Kriegsmedaille 1873, das Militärdienstzeichen für 50 Jahre und das russische Georgskreuz. Die bronzene Medaille ist mit einer Walzenöse zur Aufnahme des Sprungringes versehen.  Die Umschrift der Medaille unterscheidet sich in der zivilen und der militärischen Version. 
Die zivile Version hat folgende Umschrift:
FRANC•IOS•I•D•G•IMP•AVSTR•REX•BOH•ETC•REX•AP•HVNG.
Die militärische dagegen:
FRANC•IOS•I•D•G•IMP•AVSTR•REX•BOH•ETC•AC•AP•REX•HVNG.
Die Rückseite zeigt in der Mitte ein rechteckiges Schildchen mit der zweizeiligen Inschrift SIGNVM / MEMORIAE (Erinnerungszeichen), das durch einen halb aus Eichen-, halb aus Lorbeerblättern bestehenden Kranz unterlegt ist, sowie in der oberen Hälfte die Jahreszahlen MDCCCXLLVIII-MDCCCXCVIII (1848–1898). 
Die goldene Sonderausführung der Medaille unterscheidet sich von der bronzenen Version zunächst durch das Material; ferner wird sie von einem plastischen Doppeladler mit Kaiserkrone in den Maßen 30 × 20 mm überhöht. Der Sprungring ist bei der goldenen Sonderausführung durch die Kugel der Kaiserkrone geführt. Für den alltäglichen Gebrauch gab es die goldene Sonderausführung auch in vergoldeter Bronze.

## Ordensband
Die einzelnen Varianten der Jubiläums-Erinnerungsmedaille wurden an einem 40 mm breiten Dreiecksband getragen. Das Band der Medaillen für Militärs war ponceaurot, das Band der Medaille für Zivilbeamte war weiß-rot gespalten.

## Trageweise

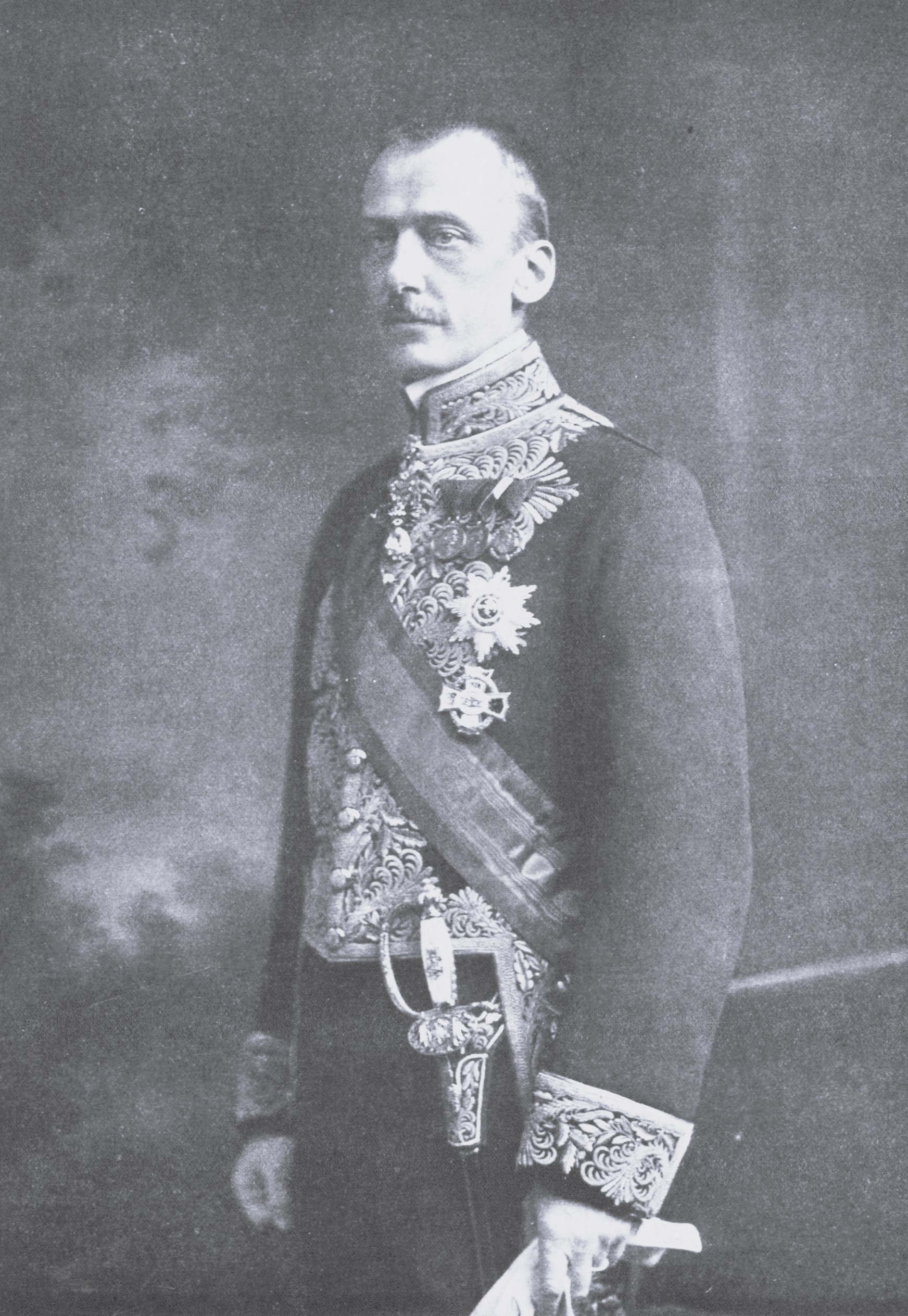
Ottokar Czernin mit der Bronzenen Jubiläums-Erinnerungsmedaille für die bewaffnete Macht, der Jubiläums-Erinnerungsmedaille für Zivilstaatsbedienstete und dem Jubiläumskreuz für Zivilstaatsbedienstete jeweils am Dreiecksband auf der linken Brust (1918)

Die Dekoration war an der linken Brustseite zu tragen.